# Dead by Sunrise
Dead by Sunrise (с англ. — «мертвые к восходу солнца») — сольный проект вокалиста рок-группы Linkin Park Честера Беннингтона, основанный в 2005 году. В группе также участвуют Амир Дерак, Райан Шак, Брандон Белски, Элиас Андра, Энтони Валкич. Их дебютный альбом Out of Ashes вышел 13 октября 2009 года. В Японии вышел ранее — 30 сентября того же года.

## История
Идеей создания сольного проекта Честер загорелся в 2005 году. Соответственно, перед выходом 3-го студийного альбома Linkin Park Minutes To Midnight Честер начал поиск записывающей компании. Он решил основать группу и позвал своего друга Райана Шака.
Изначальное название группы было Snow White Tan. В интервью Беннингтон сказал, что не думал о названии группы, потому что они считали её «собранием» или «вечеринкой».
10 мая 2008 года получившие к тому времени название Dead By Sunrise исполнили 3 песни («Walking In Circles», «Morning After» и «My Suffering») в честь 13-го дня рождения Тату-Салона Честера Беннингтона.
Несмотря на раннее выступление группы, официально день рождения группы 9 июля 2009. Именно тогда компания «Warner Brothers» опубликовала официальный пресс релиз.
В июле 2008 тур Dead By Sunrise был завершён и работа над альбомом, получившим название Out of Ashes, началась полным ходом. К участию в ней был приглашён продюсером Говард Бэнсон, известный по сотрудничеству с My Chemical Romance и Daughtry. Первым слушателем альбома стал Майк Шинода. Он сказал, что Честер серьёзно поработал над вокалом, и что ему этот альбом нравится. Предварительные заказы на альбом были открыты первого сентября на iTunes и MySpace. Альбом вышел 13 октября 2009 года. Альбом щедро оценен критиками и фанатами обеих групп.

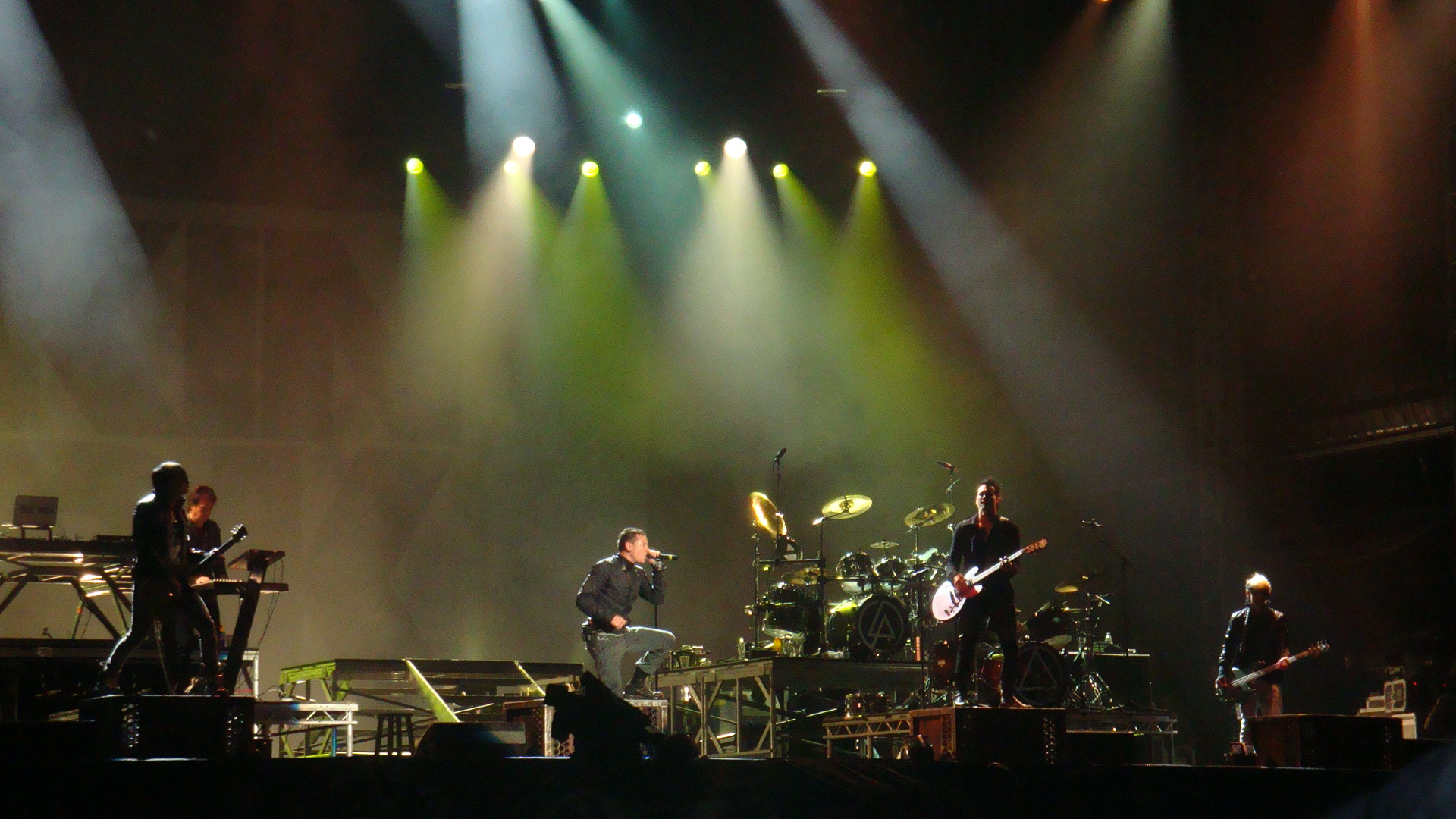
Фото с концерта Sonisphere Festival в Великобритании

Из рецензии критика на сайте shrednews

…После путешествия в 12 треков через взлёты и падения Беннингтона на протяжении последних лет приятно услышать последний трек, эхом перекликающийся с названием альбома. Честер возрождается из пепла со своей новой любовью.
…Значение и посыл каждого трека ясен, но оставляет возможность для фантазии, каждый сможет примерить смысл на себя. Фанатам чистой честной музыки посвящается.

В интервью к Billboard Честер Беннингтон поведал свои планы относительно проекта Dead By Sunrise. По его заверениям, группа не собирается останавливаться и планирует продолжать выпускать альбомы в проекте. Он также заметил, что он не собирается прерывать работу с Linkin Park.

Я думаю, что людям не следует ждать следующий альбом каждые 2 года. Я не собираюсь говорить остальным парням из Linkin Park: «Эй, ребят, может, сделаем перерыв, и я смогу пойти и написать музыку для Dead By Sunrise?»
Этого точно я не собираюсь делать. Но мы решили, что будем продолжать. Это не проект-однодневка. Предположительно, раз в 5 лет будет выходить новый альбом Dead By Sunrise.

## Дискография

### Студийные альбомы
| Год  | Детали                                      | Позиции | Позиции | Позиции    | Позиции | Позиции | Позиции | Позиции | Позиции | Позиции | Позиции | Позиции |
| Год  | Детали                                      | US      | US Rock | US Digital | US Alt. | US HR   | UK      | AUS     | FR      | GR      | NE      | SW      |
| ---- | ------------------------------------------- | ------- | ------- | ---------- | ------- | ------- | ------- | ------- | ------- | ------- | ------- | ------- |
| 2009 | Out of Ashes - Формат: CD, Digital download | 29      | 12      | 9          | 9       | 5       | 74      | 11      | 109     | 5       | 82      | 18      |

### Синглы
| Год  | Название        | Позиции | Позиции | Позиции | Альбом       |
| Год  | Название        | US Main | US Alt  | US Rock | Альбом       |
| ---- | --------------- | ------- | ------- | ------- | ------------ |
| 2009 | «Crawl Back In» | 11      | 22      | 22      | Out of Ashes |
| 2009 | «Let Down»      | —       | —       | —       | Out of Ashes |

## Участники
- Честер Беннингтон (Chester Bennington) — вокал, гитара (2005—2012, умер в 2017)
- Райан Шак (Ryan Shuck) — гитара, бэк-вокал (2005—2012)
- Амир Дерак (Amir Derakh) — гитара (2005—2012)
- Энтони «Марихуана» Валкич (Anthony «Fu» Valcic) — клавишные (2009—2012)
- Брэндон Бельский (Brandon Belsky) — бас-гитара (2009—2012)
- Элиас Андра (Elias Andra) — ударные (2009—2011)
- Фрэнк Зуммо (Frank Zummo)— ударные (2012)